# Las cosas que vives (canción)
«Le cose che vivi» es una canción grabada por la cantante italiana Laura Pausini para su tercer álbum de estudio en idioma italiano, Le cose che vivi . La canción fue lanzada como el segundo sencillo del álbum en enero de 1997. Pausini también grabó una versión en español de la canción, titulada «Las cosas que vives» y una versión en portugués, con el título «Tudo o que eu vivo». La canción también se incluyó en el álbum recopilatorio de Pausini The Best of Laura Pausini: E ritorno da te, lanzado en 2001.
En 2013, la canción se vuelve a grabar para el álbum recopilatorio de Pausini 20 - The Greatest Hits / 20 - Grandes éxitos con la cantante brasileña Ivete Sangalo, en versiones italiano-portugués y español-portugués.

## Video musical
El video musical de esta canción es simple, con tomas que recuerdan una película. Durante el clip, vemos partes del día de Laura. La versión en español del clip fue nominada como Video del Año en los 9º Premios Lo Nuestro, perdiendo ante su compañero intérprete italiano Eros Ramazzotti con «La Aurora».

## Lista de canciones
CD single - Italia
1. «Le cose che vivi» - 4:31
2. «Inolvidable» - 3:48

CD single - México - Versiones Remix
1. "Las cosas que vives" (Tullio Radio Edit) - 3:53
2. "Las cosas que vives" (Dance Mix) - 3:20
3. "Las cosas que vives" (Original Radio Mix One) - 4:00
4. "Las cosas que vives" (Original Radio Mix Two) - 4:01
5. "Las cosas que vives" (mezcla original) - 5:50
6. "Las cosas que vives" (Fabio B Mix) - 4:26

## Posicionamiento en listas
| Listas (1997)                               | Mejor posición |
| ------------------------------------------- | -------------- |
| Bélgica (Flandes) (Ultratip Bubbling Under) | 16             |
| Países Bajos (Mega Single Top 100)          | 99             |

| Listas (1996–97)                   | Mejor posición |
| ---------------------------------- | -------------- |
| Peru (UNIMPRO)                     | 1              |
| Estados Unidos (Hot Latin Songs)   | 6              |
| Estados Unidos (Latin Pop Airplay) | 1              |

| Listas (1997)           | Mejor posición |
| ----------------------- | -------------- |
| US Hot Latin Pop Tracks | 11             |